# Rogačice
Rogačice este o localitate din comuna Sevnica, Slovenia, cu o populație de 51 de locuitori.